# Inta Som
Koning Somdetch Brhat Chao Raja Indra Sena Parama Pavitra Sri Tatana Udana Chakrapatiraja Chao Anga Raja Sri Sadhana Kanayudha, beter bekend onder de naam Inta Som was de derde koning van Lan Xang Hom Kao en volgde Ong Kham op in 1723. 
Inta Som (Indra Sena) was een zoon van Prins Indra Brahma, de zoon en beoogd troonopvolger van koning Sulinya Vongsa van Lan Xang. Zijn vader werd echter door zijn vader ter dood veroordeeld. Hij regeerde een tijdlang samen met Ong Kham die getrouwd was met de dochters van zijn broer Kitsalat. In 1723 terwijl Ong Kham op jacht was nam hij de macht over en verdreef hem uit het koninkrijk. 
Inta Som stierf in 1749 en werd opgevolgd door zijn jongste zoon Inthapom. Hij had voor zover bekend 9 zonen en 6 dochters:
- Prins (Sadet Chao Fa Jaya) Jathika Kumara (Sotika Kuman), hij werd koning van het koninkrijk Luang Prabang in 1750.
- Prins (Sadet Chao Fa Jaya) Anuruddha (Anurut), hij werd koning van het koninkrijk Luang Prabang in 1795.
- Prins (Sadet Chao Fa Jaya) Naraksha (Nark), hij had 2 zonen:
  - Prins (Sadet Chao) Abhaya (prins Aphai). Hij werd door de koning van Siam benoemd tot onderkoning in 1820, maar werd in 1838 gedegradeerd. Hij stierf in Bangkok
  - Prins (Sadet Chao) Kengama (Khenkham) titel: Chao Raja Putra (Ratsabout). Hij had 1 zoon:
    - Prins (Sadu Chao Jaya) Gamalaksha (Khamlek). Hij had 1 zoon:
      - Prins (Sadu Chao Jaya) Vamsakatra (Vongkot)
- Prins (Sadet Chao Fa Jaya) Nararaja (Naratha)
- Prins (Sadet Chao Fa Jaya) Jithra Varman (Chetthawong)
- Prins (Sadet Chao Fa Jaya) Ungakka (Ong-Ek)
- Prins (Sadet Chao Fa Jaya) Suriya Varman (Surinyavong), hij werd koning van het koninkrijk Luang Prabang in 1771.
- Prins (Sadet Chao Fa Jaya) Surana Varman (Suravong)
- Prins (Sadet Chao Fa Jaya) Indrasoma (Intha Som of Inthapom),hij werd koning van het koninkrijk Luang Prabang in 1749.
- Prinses (Sadet Chao Fa Nying) Kaeva Ratna Bhima Fa (Keorattana-Pimpa)
- Prinses (Sadet Chao Fa Nying) Sri Kamakungi (Sikamkong)
- Prinses (Sadet Chao Fa Nying) Sujati (Susada)
- Prinses (Sadet Chao Fa Nying) Sudharma (Sutamma)
- Prinses (Sadet Chao Fa Nying) Madhavi (Maad)
- Prinses (Sadet Chao Fa Nying) Vanga Kaeva Somabuni (Waenkeo Sam Phiu), zij trouwde met prins Gamasadha (Kham Sattha) van Xhieng Khouang